# Motta Palousa
Die Motta Palousa ⓘ (rätoromanisch im Idiom Surmiran motta für „Anhöhe“, „Hügel“, „Kuppe“ und palousa aus dem lateinisch pilosus für „haarig“) ist ein Aussichtspunkt südlich von Surava im Kanton Graubünden in der Schweiz mit einer Höhe von 2143,6 m ü. M. Die Motta Palousa bildet das nordwestliche Ende der Bergkette der Bergüner Stöcke und bietet eine umfassende Aussicht über das Schin, das Domleschg, die Lenzerheide und das Albulatal bis nach Davos Monstein.

## Lage und Umgebung
Die Motta Palousa gehört zu den Bergüner Stöcken, einer Untergruppe der Albula-Alpen. Sie trennt das nördlich gelegene Albulatal vom südwestlich gelegenen Oberhalbstein. Die Gemeindegrenze zwischen Albula/Alvra und Surses verläuft über die Motta Palousa.
Die Motta Palousa liegt mitten im Parc Ela, einem im Jahr 2006 eröffneten 600 Quadratkilometer grossen Naturpark.
Talorte sind Surava, Alvaneu, Cunter und Tiefencastel. Häufiger Ausgangspunkt ist Promastgel.

## Routen zum Gipfel
|  | Normalroute - Ausgangspunkt: Cunter (1182 m) oder Promastgel (1689 m) - Route: Cunter, Promastgel, Uigls - Als Wanderweg weiss-rot-weiss markiert - Schwierigkeit: B - Zeitaufwand: 3 Stunden von Cunter oder 1¾ Stunden von Promastgel - Bemerkung: Der Parkplatz knapp unterhalb von Promastgel auf 1625 m ü. M. ist von Cunter aus via La Vischnanchetta, Muntschect Dafora erreichbar. - Ausgangspunkt: Savognin (1207 m) oder Plang la Curvanera (1844 m) - Route: Savognin, Soras, Plang la Curvanera, Spinatscha, Uigls - Als Wanderweg weiss-rot-weiss markiert - Schwierigkeit: EB - Zeitaufwand: 3¾ Stunden von Savognin oder 1¾ Stunden von Plang la Curvanera - Bemerkung: Zum Parkplatz Plang la Curvanera (1893 m ü. M.) führt ein Strässchen von Savognin aus via Tussagn. Ein Wanderbus fährt jeweils mittwochs von Savognin nach Plang la Curvanera. - Ausgangspunkt: Surava (904 m) oder Aclas (1457 m) - Route: Surava, Aclas, Alp Ozur - Als Wanderweg weiss-rot-weiss markiert - Schwierigkeit: B - Zeitaufwand: 4 Stunden von Surava oder 2¼ Stunden von Aclas - Ausgangspunkt: Alvaneu Bad (957 m) - Route: Alvaneu Bad, Schaftobel, Alp Era, Alp Ozur - Als Wanderweg weiss-rot-weiss markiert - Schwierigkeit: EB - Zeitaufwand: 4¾ Stunden |

## Galerie

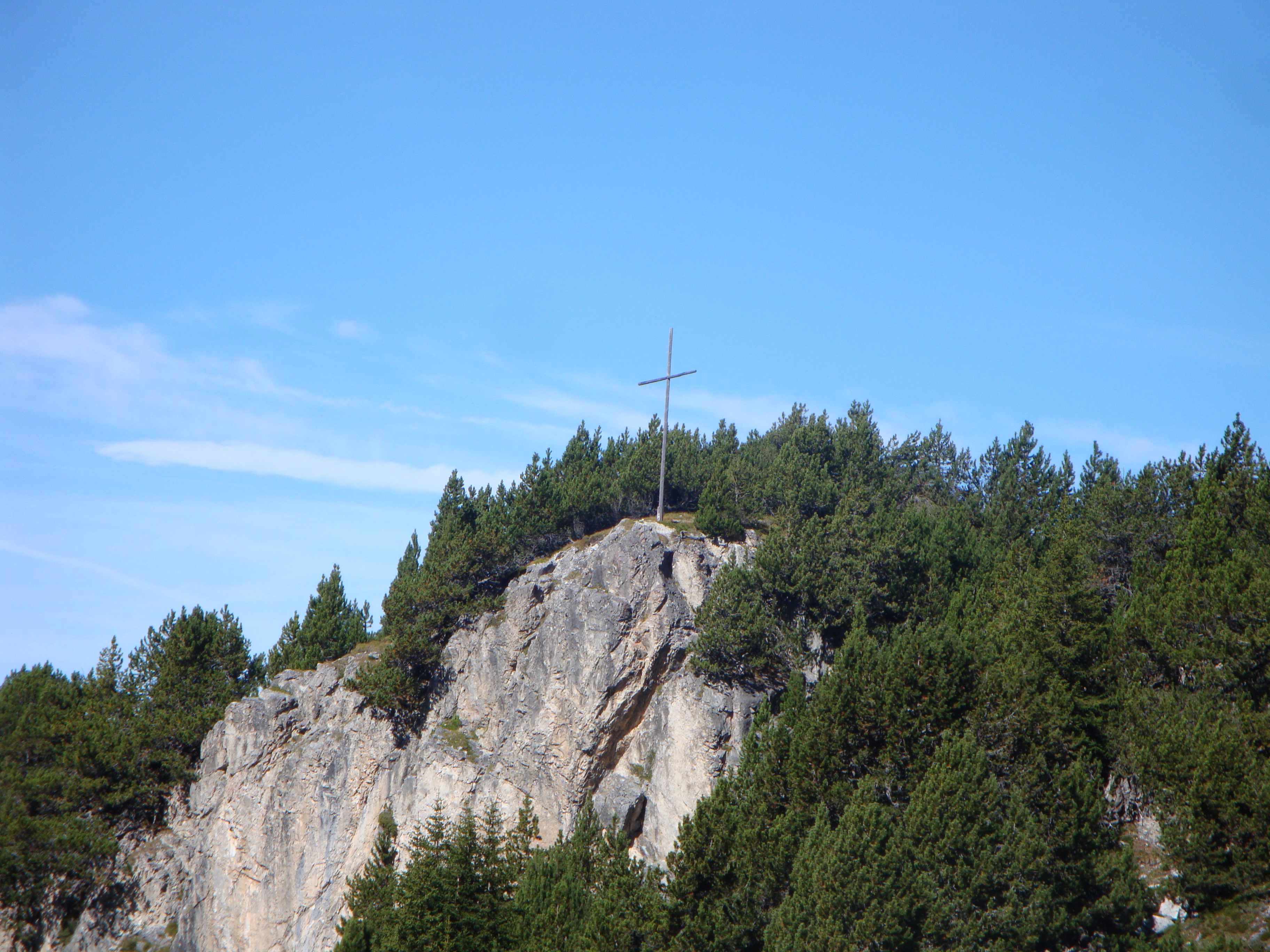
Kreuz bei Crap digls Anghels, 400 m südlich von Motta Palousa
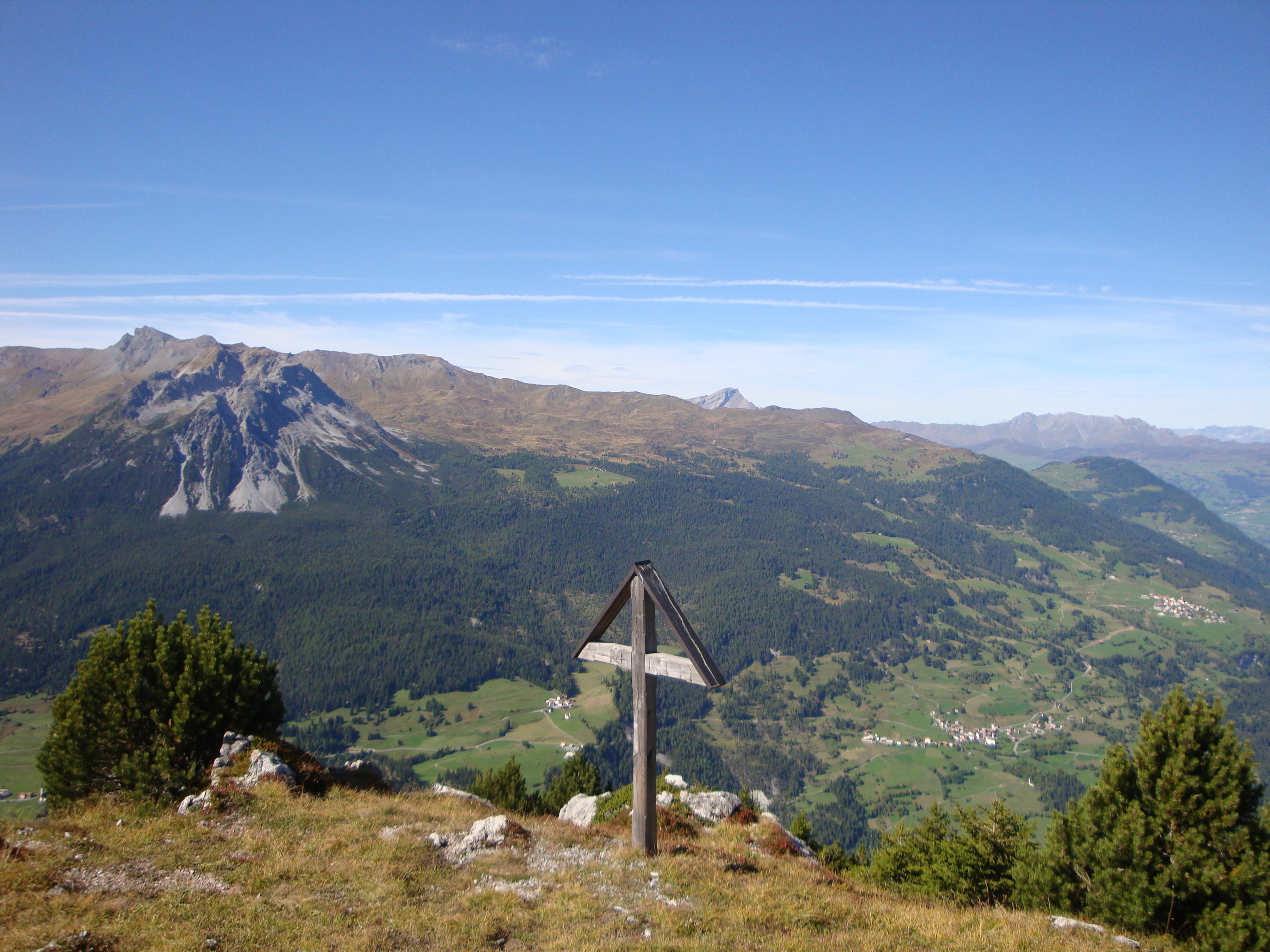
Blick Richtung Westen